# Maria Biljan-Bilger Ausstellungshalle Sommerein

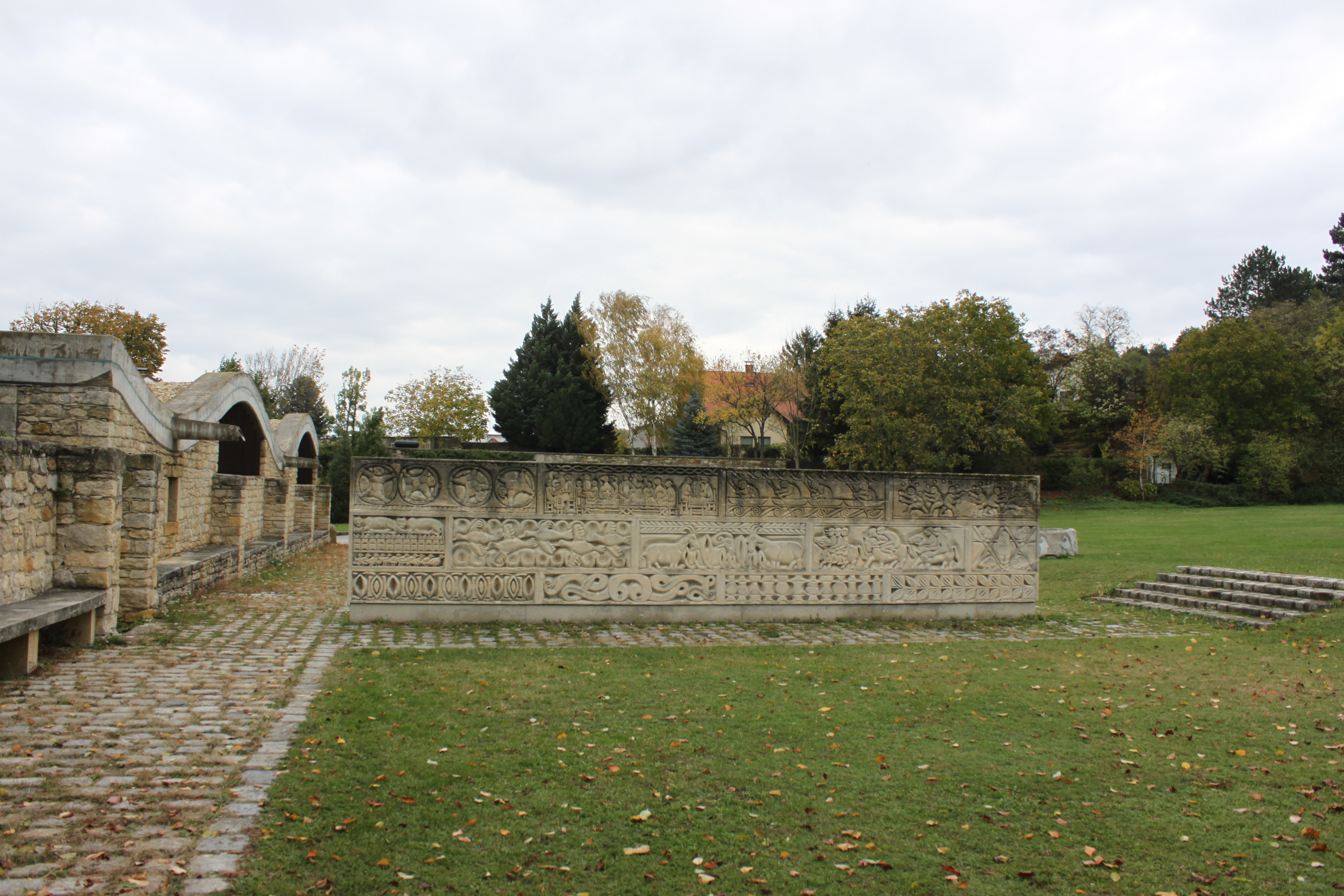
Hofseitig

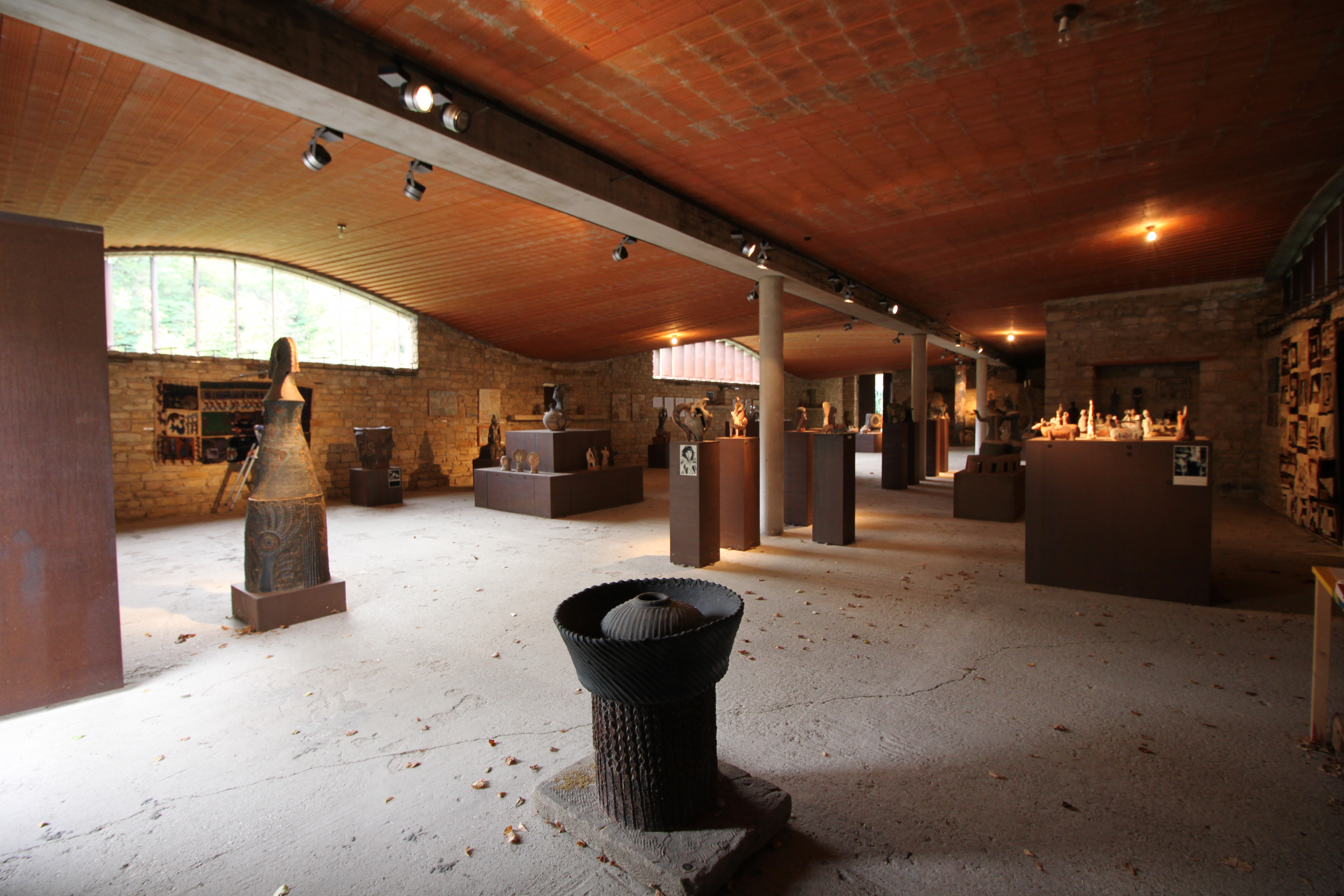
Innenansicht

Die Maria Biljan-Bilger Ausstellungshalle Sommerein steht in der Marktgemeinde Sommerein im Bezirk Bruck an der Leitha in Niederösterreich. Die Kunsthalle wurde von der Bildhauerin Maria Biljan-Bilger (1912–1997) mit dem Architekten Friedrich Kurrent geschaffen.

## Geschichte
1962 kauften Maria Biljan-Bilger und Friedrich Kurrent eine ehemalige zum Wohnhaus umfunktionierte Kapelle in Sommerein. Im Tausch für die Gestaltung eines Glasfensters in der Totenkapelle der Marktgemeinde erhielt Maria Biljan-Bilger weiteren Baugrund eines angrenzenden Steinbruches für die Errichtung einer Ausstellungshalle. Anfangs ging es mehr darum, aus der Nutzung genommene Plastiken und Skulpturen der Künstlerin zu retten, wie Pflanztröge beim Einkaufszentrum Hietzing oder Skulpturen im Kinderfreibad Floridsdorf. 1997, im Todesjahr von Maria Biljan-Bilger, standen erst die Bruchsteinmauern des Rohbaues der Halle. Der Bau wurde 2004 fertiggestellt.

## Architektur
Die Kunsthalle hat den Grundriss eines unregelmäßigen Trapezes. Das Dach wurde unregelmäßig geschwungen mit Fertigteilträgern der Firma Wienerberger ausgeführt. Das mit einer eigens entwickelten Wölbetechnik entstandene sinuswellenförmige Dach ist begehbar. Die Geländeoberfläche im Gebäudeinneren wurde nicht ausgeglichen und ist bei der Begehung spürbar. Belichtet wird die Halle durch oben durch das Dach gerundete Fensteröffnungen, die mit vertikalen, rostigen Stahllamellen ausgefacht wurden.